# Восточносемитские языки
Восточносемитские языки — подгруппа вымерших семитских языков. В неё входят эблаитский и аккадский языки. Термин ввел Фриц Хоммель в 1883 году.
Эта классификация, поддерживаемая семитологами Робертом Хецроном (Robert Hetzron)и Джоном Хунергардом (John Huehnergard), делит семитскую семью на две ветви: восточную и западную.
Порядок слов в восточносемитских языках мог быть SOV под влиянием шумерского, по сравнению с VSO в западносемитских языках.